# バングーナガンデ佳史扶
バングーナガンデ 佳史扶（バングーナガンデ かしーふ、2001年9月24日 - ）は、東京都足立区出身のプロサッカー選手。Jリーグ・FC東京所属。ポジションはディフェンダー（DF）。日本代表。

## 来歴
ガーナ人の父と日本人の母との間に生まれたハーフである。FCアビリスタ、FC東京U-15深川を経て、2017年にFC東京U-18へ昇格。
2018年、2019年と2年連続でトップチームに2種登録され、2019年8月に2020年からのトップチームへの昇格が内定した。同年9月、ルヴァンカップ・プライムステージ準々決勝第1戦のガンバ大阪戦で先発出場し、トップチームデビューを果たす。
2020年より正式にトップチーム昇格。同年9月27日の第19節サガン鳥栖戦でJ1デビューを果たした。
2021年9月1日、ルヴァンカップの札幌戦にて負傷し、右膝外側半月板損傷の診断を受け戦線離脱。手術後、約半年のリハビリを経て2022年4月にルヴァンカップ第4節・湘南戦にて実戦復帰、U-21日本代表候補に選出される。
2023年3月15日、日本代表（A代表）選出された。

## 人物
少年時にフォワードの選手だったのが徐々にポジションが守備の位置になっていた頃、嫌々サイドバックをやっていたがトッテナム・ホットスパーでサイドバックながら攻撃で大きく貢献していたガレス・ベイルのプレーを見て攻撃的なサイドバックの魅力を発見した。このほかブラジル代表のマルセロも好きな選手に挙げている。

## 所属クラブ
- 2011年 - 2013年 FCアビリスタ

（FC東京サッカースクール 深川アドバンスクラス）
- 2014年 - 2016年 FC東京U-15深川
- 2017年 - 2019年 FC東京U-18
  - 2018年3月 - 同年12月  FC東京（2種登録選手）
  - 2019年3月 - 同年12月  FC東京（2種登録選手）
- 2020年 -  FC東京

## 個人成績
| 国内大会個人成績 | 国内大会個人成績 | 国内大会個人成績 | 国内大会個人成績 | 国内大会個人成績 | 国内大会個人成績 | 国内大会個人成績 | 国内大会個人成績 | 国内大会個人成績 | 国内大会個人成績 | 国内大会個人成績 | 国内大会個人成績 |
| 年度             | クラブ           | 背番号           | リーグ           | リーグ戦         | リーグ戦         | リーグ杯         | リーグ杯         | オープン杯       | オープン杯       | 期間通算         | 期間通算         |
| 年度             | クラブ           | 背番号           | リーグ           | 出場             | 得点             | 出場             | 得点             | 出場             | 得点             | 出場             | 得点             |
| 日本             | 日本             | 日本             | 日本             | リーグ戦         | リーグ戦         | リーグ杯         | リーグ杯         | 天皇杯           | 天皇杯           | 期間通算         | 期間通算         |
| ---------------- | ---------------- | ---------------- | ---------------- | ---------------- | ---------------- | ---------------- | ---------------- | ---------------- | ---------------- | ---------------- | ---------------- |
| 2019             | FC東京           | 42               | J1               | 0                | 0                | 2                | 0                | 0                | 0                | 2                | 0                |
| 2020             | FC東京           | 49               | J1               | 2                | 0                | 0                | 0                | -                | -                | 2                | 0                |
| 2021             | FC東京           | 49               | J1               | 7                | 0                | 7                | 0                | 1                | 0                | 15               | 0                |
| 2022             | FC東京           | 49               | J1               | 17               | 1                | 3                | 0                | 2                | 0                | 22               | 1                |
| 2023             | FC東京           | 49               | J1               | 17               | 0                | 3                | 0                | 0                | 0                | 20               | 0                |
| 2024             | FC東京           | 49               | J1               | 17               | 2                | 0                | 0                | 0                | 0                | 17               | 2                |
| 2025             | FC東京           | 6                | J1               |                  |                  |                  |                  |                  |                  |                  |                  |
| 通算             | 日本             | 日本             | J1               | 60               | 3                | 15               | 0                | 3                | 0                | 78               | 3                |
| 総通算           | 総通算           | 総通算           | 総通算           | 60               | 3                | 15               | 0                | 3                | 0                | 78               | 3                |

| 2018   | F東23  | 42     | J3     | 12 | 0 | 12 | 0 |
| 2019   | F東23  | 42     | J3     | 13 | 0 | 13 | 0 |
| 通算   | 日本   | 日本   | J3     | 25 | 0 | 25 | 0 |
| 総通算 | 総通算 | 総通算 | 総通算 | 25 | 0 | 25 | 0 |

- 2018年、2019年は2種登録選手

| 国際大会個人成績 | 国際大会個人成績 | 国際大会個人成績 | 国際大会個人成績 | 国際大会個人成績 |
| 年度             | クラブ           | 背番号           | 出場             | 得点             |
| AFC              | AFC              | AFC              | ACL              | ACL              |
| ---------------- | ---------------- | ---------------- | ---------------- | ---------------- |
| 2020             | FC東京           | 49               | 0                | 0                |
| 通算             | AFC              | AFC              | 0                | 0                |

出場歴
- Jリーグ初出場 - 2018年3月11日 J3第1節 vsアスルクラロ沼津（江東区夢の島競技場）
- Jリーグ初得点 - 2022年8月27日 J1第27節 vs柏レイソル（三協フロンテア柏スタジアム）

## 代表歴

### 出場大会
- U-17日本代表
  - バツラフ・イェジェク国際ユーストーナメント（2018年）
- U-18日本代表
  - SportChain Cup UAE（2019年）
  - リスボン国際トーナメントU18（2019年）
  - AFC U-19選手権2020・予選（2019年）
- U-19日本代表
  - 千葉キャンプ（2020年）
- U-20日本代表
  - 千葉キャンプ（2021年）
- U-21日本代表
  - 千葉キャンプ（2022年）
- U-22日本代表
  - アメリカ遠征（2023年）
- 日本代表
  - キリンチャレンジカップ（2023年）

### 試合数
- 国際Aマッチ 1試合 0得点 (2023年 - )

| 日本代表 | 国際Aマッチ | 国際Aマッチ |
| 年       | 出場        | 得点        |
| -------- | ----------- | ----------- |
| 2023     | 1           | 0           |
| 通算     | 1           | 0           |

### 出場
| No. | 開催日        | 開催都市 | スタジアム           | 対戦国     | 結果 | 監督   | 大会                       |
| --- | ------------- | -------- | -------------------- | ---------- | ---- | ------ | -------------------------- |
| 1.  | 2023年3月28日 | 大阪     | ヨドコウ桜スタジアム | コロンビア | ●1-2 | 森保一 | キリンチャレンジカップ2023 |

## タイトル

### クラブ
FC東京U-18
- 高円宮杯プリンスリーグ関東 (2019年)

FC東京
- Jリーグカップ：1回（2020年）